# فرمان و تسخیر: هشدار قرمز ۲
«فرمان و تسخیر: هشدار قرمز ۲» (انگلیسی: Command & Conquer: Red Alert 2) یک بازی ویدئویی در سبک راهبرد بی‌درنگ است که توسط الکترونیک آرتس و در سال ۲۰۰۰ منتشر شد. «فرمان و تسخیر: هشدار قرمز ۲» در پلت‌فرم مایکروسافت ویندوز منتشر شده‌است.
Command & Conquer: Red Alert 2 یک بازی استراتژی همزمان است که در ۲۵ اکتبر ۲۰۰۰ برای سیستم عامل ویندوز منتشر شد. این عنوان به عنوان دنباله بازی موفق Command & Conquer: Red Alert ساخته شد و داستان آن دقیقاً پس از پایان مأموریت های متفقین در نسخه اول آغاز می گردد.
بازی دارای یک بسته الحاقی با عنوان Command & Conquer: Yuri's Revenge بود که در سال ۲۰۰۱ منتشر شد. تیم اصلی توسعه دهنده این اثر، استودیوی وستوود پسیفیک با همکاری وستوود استودیوز بودند.
در این نسخه دو جناح قابل بازی شامل اتحاد جماهیر شوروی و متفقین حضور دارند که هر دو در قسمت قبلی نیز وجود داشتند. حالت تک نفره بازی به جای پیروی از یک روند خطی، دارای چندین پایان مختلف است. همچون نسخه پیشین، Red Alert 2 از سکانس های سینمایی گسترده با بازیگران واقعی بین مأموریت ها و در طول گیم پلی بهره می برد. از جمله بازیگران این سکانس ها می توان به ری وایز، اودو کییر، کاری ویهیر و بری کوربین اشاره کرد.
این عنوان با استقبال خوب منتقدان و مخاطبان روبرو شد و در سایت GameRankings امتیاز ۸۶ درصد را کسب کرد. نسخه کلکسیونری ویژه ای نیز از بازی منتشر شد. دنباله این اثر با عنوان Command & Conquer: Red Alert 3 در سال ۲۰۰۸ به بازار آمد.

## گیم پلی
هدف اصلی بازی شکست دادن فرماندهان دشمن (چه کنترل شده توسط هوش مصنوعی و چه بازیکنان انسانی) با نابودی پایگاه‌هایشان تا حد تسلیم کامل است. بازیکنان باید ضمن حمله به دشمن، از پایگاه خود نیز دفاع کنند تا امکان جمع‌آوری منابع و تولید واحدهای نظامی را حفظ نمایند. پیروزی زمانی حاصل می‌شود که تمام فرماندهان دشمن شکست بخورند.
سیستم اقتصادی بازی کاملاً مبتنی بر جمع‌آوری پول است که از راه‌های زیر امکان‌پذیر است:
- استفاده از کامیون‌های معدن‌چی برای استخراج سنگ معدن و جواهرات و تحویل آن به پالایشگاه
- تصرف دکل‌های نفتی (ساختمان‌های خنثی موجود در برخی نقشه‌ها) برای درآمد مستمر
- جمع‌آوری جعبه‌های تصادفی در نقشه (منبع یک‌بار مصرف)
- فروش ساختمان‌های تحت کنترل بازیکن (منبع یک‌بار مصرف)
- متفقین می‌توانند با استفاده از جاسوس، پول حریف را بدزدند (ویژگی منحصر به فرد)
فاکشن‌ها و ملت‌ها:
بازی شامل دو جناح اصلی اتحاد جماهیر شوروی و متفقین است که الهام گرفته از بلوک‌های شرق و غرب در جنگ سرد هستند. پس از نصب بسته الحاقی Yuri's Revenge:
- کمپین جدیدی اضافه می‌شود
- جناح یوری در حالت اسکیرمیش قابل بازی می‌شود
- واحدهای جدیدی برای هر دو جناح اصلی اضافه می‌گردد
- دیالوگ‌های صوتی منحصر به فرد برای واحدهای جدید ثبت شده است
تفاوت‌های کلاس‌ملتی:
برخلاف نسخه قبلی، در Red Alert 2 انتخاب هر کشور تفاوت‌های معناداری ایجاد می‌کند:
- هر کشور دارای ساختمان‌ها و واحدهای پایه مشترک است
- هر ملت دارای واحد یا توانایی منحصر به فرد مخصوص به خود است
تعادل بازی:
هر جناح نقاط قوت و ضعف مخصوص به خود را دارد:
اتحاد جماهیر شوروی:
- خودروهای سنگین‌تر با قدرت آتش بالاتر (مانند تانک راینو و پرتابگر موشک V3)
- هزینه تولید بالا و سرعت حرکت کمتر
- پیاده‌نظام ارزان و سریع‌التولید (کنسریپت)
- برتری در مراحل ابتدایی بازی و جنگ‌های زمینی
- مناسب برای استراتژی «حمله سریع» (راش)
متفقین:
- خودروهای سریع‌تر و مانورپذیرتر
- برتری در مراحل پایانی بازی
- قوی‌تر در جنگ‌های دریایی با واحدهای پیشرفته
نوآوری‌های بازی:
- حذف صفحه انتخاب مأموریت قبل از شروع مرحله (برخلاف نسخه‌های قبلی سری)
- سیستم اقتصادی پویا با امکان شروع ساخت با موجودی ناکافی (ساخت در صورت کمبود پول متوقف می‌شود)
حالت تکنفره  
در ابتدای بازی، یک پایگاه کوچک متفقین قابل مشاهده است که بازیکن در حال آماده‌سازی برای ساخت سازه دفاعی «پیلباکس» است.  
در حالت تکنفره، بازیکن می‌تواند در یکی از سه کمپین موجود شرکت کند یا در حالت اسکیرمیش بازی کند که در آن قوانین و تنظیمات نبرد قابل سفارشی‌سازی هستند.  
کمپین‌های بازی شامل موارد زیر است:  
- کمپین آموزشی (Boot Camp): یک آموزش دو مرحله‌ای که اصول اولیه بازی را با استفاده از نیروهای متفقین به بازیکن معرفی می‌کند. این کمپین به صورت داستانی به کمپین متفقین متصل می‌شود.  
- کمپین متفقین و شوروی: هر کدام شامل ۱۲ مأموریت هستند که بازیکن در آن‌ها با یک یا چند حریف کنترل‌شده توسط هوش مصنوعی روبرو می‌شود.  
  - برخی مأموریت‌ها صرفاً شکست تمام نیروهای دشمن را هدف قرار می‌دهند.  
  - در برخی دیگر، اهداف خاصی مانند تصرف یا نابودی یک سازه خاص دشمن یا دفاع از یک سازه حیاتی خودی وجود دارد.  
  - اگرچه داستان و واحدهای این دو کمپین کاملاً متفاوت هستند، ساختار کلی آن‌ها مشابه است. بیشتر مأموریت‌ها با یک پایگاه محدود یا یک «واحد ساخت‌وساز متحرک» (MCV) آغاز می‌شوند، اما در چند مأموریت، نیازی به ساخت‌وساز نیست.  
حالت اسکیرمیش در واقع نسخه تک‌نفره حالت چندنفره است که در آن بازیکن می‌تواند:  
- یک نقشه را انتخاب کند.  
- تعداد حریفان (کنترل‌شده توسط هوش مصنوعی) را تعیین کند.  
- تنظیماتی مانند تعداد واحدهای اولیه، مقدار پول شروع، سرعت بازی و فعال/غیرفعال بودن سلاح‌های فوق‌العاده را تغییر دهد.  
- تنها هدف در این حالت، نابودی کامل تمام واحدها و سازه‌های دشمن است.  

## خلاصه داستان
Red Alert 2 در جهان جایگزین تاریخی سری Command & Conquer جریان دارد، جایی که آلبرت انیشتین با سفر در زمان، آدولف هیتلر را از تاریخ پاک کرده است. با این حال، اتحاد جماهیر شوروی جایگزین آلمان نازی شده و به رهبری ژوزف استالین به اروپا حمله می‌کند. پس از شکست شوروی، متفقین الکساندر رومانوف (از نوادگان تزار نیکلای دوم) را به عنوان رهبر دست‌نشانده شوروی منصوب می‌کنند. داستان اصلی بازی در سال 1972 و با حمله غافلگیرانه شوروی به ایالات متحده آغاز می‌شود.
کمپین متفقین:
- بازیکن در نقش فرمانده آمریکایی، ابتدا به دفاع از نیویورک و سپس آزادسازی آکادمی نیروی هوایی در کلرادو می‌پردازد.
- شوروی با استفاده از "پرچم روانی" کنترل واشنگتن دی‌سی را به دست می‌گیرد و دولت آمریکا به کانادا فرار می‌کند.
- متفقین دستگاه کنترل روانی در شیکاگو را نابود می‌کنند، اما شوروی با پرتاب موشک اتمی به شهر تلافی می‌کند.
- با کمک اروپایی‌ها، متفقین واشنگتن را بازپس می‌گیرند و به فلوریدا حمله می‌کنند.
- در نهایت با استفاده از "کرونوسفر" انیشتین، تیمی به مسکو فرستاده شده و رومانوف دستگیر می‌شود.
کمپین شوروی:
- بازیکن به عنوان فرمانده شوروی، ابتدا واشنگتن و پنتاگون را تصرف می‌کند.
- پس از دفاع از ولادیوستوک، به پاریس حمله و از برج ایفل به عنوان سلاح تسلا استفاده می‌کند.
- یوری (مشاور روانی رومانوف) کنترل شوروی را به دست می‌گیرد و ژنرال ولادیمیر را حذف می‌کند.
- پس از کشف خیانت یوری، بازیکن مسکو را تصرف و کرملین را نابود می‌کند.
- در صحنه پایانی مشخص می‌شود یوری زنده است و مغز او درون شیشه‌ای شناور است.
ویژگی‌های داستانی:
- استفاده از فناوری‌های تخیلی مانند کنترل ذهن و سفر در زمان
- شخصیت‌پردازی قوی با بازیگران واقعی در سکانس‌های سینمایی
- پایان‌بندی‌های کاملاً متفاوت برای هر جناح
- زمینه‌سازی برای داستان بسته الحاقی Yuri's Revenge
این داستان با ترکیب عناصر تاریخی جایگزین، فناوری‌های علمی-تخیلی و طنز سیاسی، یکی از به یاد ماندنی‌ترین روایت‌های سری Red Alert را خلق کرده است.

## بازیگران و صداپیشگان
این بازی با استفاده از سکانس‌های سینمایی لایو اکشن و بازیگران واقعی، یکی از به یاد ماندنی‌ترین اجراهای سری Command & Conquer را ارائه کرد. لیست بازیگران اصلی و نقش‌های آنها به شرح زیر است:  
جناح متفقین:  
- ری وایز (Ray Wise) در نقش رئیس‌جمهور مایکل دوگان  
  (نماینده رهبری آمریکا در بحران حمله شوروی)  
- بری کوربین (Barry Corbin) در نقش ژنرال بن کارویل  
  (فرمانده نظامی متفقین که بازیکن را راهنمایی می‌کند)  
- کاری ویهیر (Kari Wuhrer) در نقش مامور ویژه تانیا آدامز  
  (چهره نمادین سری Red Alert؛ مأمور ویژه با مهارت‌های تخریب)  
- آتنا مسی (Athena Massey) در نقش ستوان ایوا لی  
  (افسر ارتباطی متفقین که در مأموریت‌ها به بازیکن کمک می‌کند)  
- لری گلمن (Larry Gelman) در نقش آلبرت انیشتین  
  (دانشمند معروف که سلاح‌های پیشرفته متفقین را طراحی می‌کند)  
جناح شوروی:  
- نیکلاس ورث (Nicholas Worth) در نقش پرمیر الکساندر رومانوف  
  (رهبر دست‌نشانده شوروی که پس از شکست استالین به قدرت رسید)  
- اودو کییر (Udo Kier) در نقش یوری  
  (مشاور مرموز و قدرتمند روانی رومانوف که نقشه‌های شومی دارد)  
- آدام گرگور (Adam Gregor) در نقش ژنرال ولادیمیر  
  (فرمانده نظامی شوروی که با یوری اختلاف دارد)  
- الکساندرا کانیاک (Aleksandra Kaniak) در نقش ستوان زوفیا  
  (افسر وفادار به رومانوف که در نهایت خیانت یوری را افشا می‌کند)  

نکات جالب درباره بازیگران:  
- اودو کییر (یوری) با اجرای منحصر به فرد خود، این شخصیت را به یکی از شرورهای به یاد ماندنی بازی‌های ویدیویی تبدیل کرد. صحنه پایانی که مغز یوری درون شیشه شناور است، از صحنه‌های کالت سری محسوب می‌شود.  
- کاری ویهیر (تانیا) پس از این بازی، به چهره‌ای محبوب در میان طرفداران C&C تبدیل شد و در نسخه‌های بعدی نیز حضور یافت.  
- ری وایز (رئیس‌جمهور دوگان) پیش از این در سریال‌هایی چون Twin Peaks نقش‌آفرینی کرده بود و حضورش به فضای دراماتیک بازی افزود.  
این بازی با ترکیب بازیگران حرفه‌ای و فیلمنامه‌ای پرتعلیق، یکی از نمونه‌های موفق استفاده از لایو اکشن در بازی‌های استراتژی محسوب می‌شود.

## حالت چندنفره
بازی از دو حالت چندنفره پشتیبانی می‌کند:  
1. محلی (LAN): امکان بازی با دوستان بدون نیاز به اتصال اینترنت.  
2. آنلاین: امکان رقابت با بازیکنان از سراسر جهان.  
ویژگی‌های حالت آنلاین:  
- امکان برگزاری تورنمنت‌ها  
- بازی‌های خصوصی و عمومی  
- سیستم رتبه‌بندی (لدربرد)  
- سیستم چت  
تغییر سرورهای آنلاین:  
در سال ۲۰۰۵، مدیریت سرورهای آنلاین Red Alert 2 و چندین بازی قدیمی دیگر از سری C&C از شرکت EA به XWIS (یک سرور مدیریت‌شده توسط جامعه بازیکنان) منتقل شد.  
وضعیت کنونی:  
اگرچه سرورهای رسمی دیگر فعال نیستند، اما جامعه بازیکنان از طریق پروژه CnCNet همچنان امکان بازی چندنفره آنلاین را فراهم کرده‌اند.  

## توسعه و تولید بازی
Red Alert 2 برخلاف نسخه‌های قبلی سری، عمدتاً توسط استودیوی وستوود پسیفیک توسعه یافت. این در حالی بود که استودیوی اصلی سازنده سری Command & Conquer یعنی وستوود استودیوز به دلیل مشغولیت به پروژه‌های دیگر، نقش محدودتری در تولید این عنوان ایفا کرد و بیشتر در جایگاه همکار ظاهر شد.
نکته جالب توجه این است که با وجود سهم کمتر وستوود استودیوز در توسعه بازی، تنها نام این استودیو روی بسته‌بندی بازی درج شد. این تصمیم احتمالاً به دلایل تجاری و حفظ اعتبار برند گرفته شده بود، چرا که وستوود استودیوز به عنوان خالق اصلی سری شناخته می‌شد.
این تغییر در تیم توسعه‌دهنده اصلی، اگرچه در ابتدا نگرانی‌هایی را میان طرفداران ایجاد کرد، اما در نهایت به تولید بازی‌ای انجامید که هم از نظر تجاری و هم از نظر کیفیت فنی و محتوایی، موفقیت قابل توجهی کسب نمود. Red Alert 2 با حفظ روحیه خاص سری و در عین حال معرفی مکانیک‌های جدید، جایگاه خود را به عنوان یکی از محبوب‌ترین عناوین استراتژی همزمان تثبیت کرد.

## موسیقی متن
موسیقی این بازی توسط فرانک کلیپکی (Frank Klepacki) - آهنگساز باسابقه و همکار قدیمی سری Command & Conquer - ساخته شد. کلیپکی که پیشتر نیز موسیقی‌های ماندگار بازی‌های قبلی این سری از جمله Red Alert اول را خلق کرده بود، در این نسخه نیز با ترکیب سبک‌های راک، الکترونیک و موسیقی نظامی، فضایی منحصر به فرد و پرانرژی برای بازی ایجاد کرد.  
ویژگی‌های موسیقی Red Alert 2:  
- ترکیب سبک‌ها: تلفیق گیتارهای سنگین راک با تم‌های الکترونیک و مارش‌های نظامی.  
- تناسب با فضای بازی: موسیقی‌های سریع و پرحجم برای نبردهای شدید و تم‌های مرموز برای بخش‌های روانی/تکنولوژیک داستان.  
- مشخص بودن تم هر جناح: برخی قطعات مخصوص صحنه‌های شوروی یا متفقین ساخته شدند.  
- استفاده از افکت‌های صوتی: برخی آهنگ‌ها شامل صدای رادیوهای نظامی یا نویزهای جنگی بودند تا حس واقعی‌تری ایجاد کنند.  
موسیقی این بازی، مانند دیگر آثار کلیپکی در سری C&C، به یکی از محبوب‌ترین بخش‌های بازی نزد طرفداران تبدیل شد و برخی ترک‌های آن (مانند Hell March 2) به نمادهای فرهنگی این فرنچایز تبدیل شده‌اند.  
موسیقی Red Alert 2 به صورت جداگانه در آلبوم رسمی بازی منتشر شد و هنوز در پلتفرم‌هایی مانند اسپاتیفای و یوتیوب در دسترس است.

## جمع‌بندی
Red Alert 2 با ترکیب کمپین‌های جذاب، حالت اسکیرمیش قابل تنظیم و گیم‌پلی چندنفره تعاملی، یکی از محبوب‌ترین بازی‌های استراتژی همزمان باقی مانده است. جامعه فعال طرفدارانش از طریق CnCNet باعث شده که این عنوان حتی پس از دو دهه، همچنان زنده بماند.